# Queen of the South FC
Queen of the South FC je fotbalový klub ze skotského města Dumfries, který je účastníkem Scottish Championship (druhá nejvyšší soutěž). Hraje na stadionu Palmerston Park, klubové barvy jsou modrá a bílá.
Klub byl založen v roce 1919. Název je odvozen od označení Dumfries jako „Královny jihu“ (Queen of the South), které použil roku 1857 básník David Dunbar v narážce na polohu města v nejjižnější části Skotska a na biblickou královnu ze Sáby. Tým je známý také pod přezdívkou „The Doonhamers“, kterou získali obyvatelé Dumfries podle své charakteristické výslovnosti výrazu „down home“ jako „doon ham“. Maskotem je border kolie jménem „Dougie the Doonhamer“.

Graf ligových umístění

V roce 1933 Queen of the South poprvé postoupil do nejvyšší soutěže a v debutové sezóně obsadil čtvrté místo, což je jeho historicky nejlepší umístění. V lize hrál v letech 1933–50, 1951–59 a 1962–64, od té doby působí na druhé a třetí ligové úrovni. Nejlepším výsledkem v domácím poháru byl postup do finále v sezóně 2007/08. Queen of the South v něm podlehl Rangers FC 2:3, ale získal právo účasti v Poháru UEFA 2008/09, kde ho ve druhém předkole vyřadil dánský FC Nordsjælland, jemuž podlehl doma i venku shodně 1:2.